# Новошепеличи
Новошепе́личи — бывшее село в Иванковском районе Киевской области Украины. Село входит в зону отчуждения Чернобыльской АЭС.

## История
В селе существовало городище, окруженное валом и рвом. Л.Похилевич выдвигал предположение, что здесь существовал город Шепель, упоминаемое в летописи по 1098 год: «Иди к Василькам с двумя сими отроками и скажи ему так: „Если хочешь ты к Владимиру послать мужа моего, и вернется Владимир, то дам я тебе который тебе угодно огород — либо Всеволож, либо Шеполь или Перемиль“».
В 1507 году Житомирский наместник Семен Романович пожертвовал Никольскому монастырю в Киеве половину села. После разделения Украины по Днепру в 1667 году село отошло к Овручскому Василианскому монастырю, который владел селом до 1832 года.
При Российской империи было центром волости.
В 1879 году средствами прихожан и выделенных из казны была построена деревянная церковь Рождества Богородицы, уничтоженная в советское время.
В 1886 году проживало 869 человек, из них 201-еврей.
В конце XIX, начале XX века село являлось административным центром Шепеличской волости Радомысльского уезда.
По данным Списка населенных пунктов Киевской губернии 1900 года, «Новые Шепеличи — казенное село на р Припять за 135 верст от уездного города, 1138 человек, 171 двор, 1 православная церковь, земская почтовая станция, пароходная станция, церковно-приходская школа, фельдшер, 2 водяных мельницы, сельский банк.» По состоянию на 1918 год в селе были двуклассная школа, церковно-парафиальна школа основана в 1917 г. украинская гимназия. Уникальное значение имеет проведенное в 1934 украинским этнологом, расстрелянной в 1938 исследовательницей народной культуры Леонилой Загладой (1896—1938), основательное рукописное монографическое исследование материальной культуры села (фрагменты труда напечатаны в журнале «Родовiд», № 3, 1992 г.; № 4, 1993). В 1992 году впервые были опубликованы отдельные фрагменты материалов этой экспедиции, но основные материалы ещё ждут издателя.
С 1935 по 1959 год село было административным центром Новошепеличского района Киевской области.
Перед Аварией на Чернобыльской АЭС в селе проживало 1683 человека. Эвакуировано село было 3 мая 1986 года.
После аварии в селе располагалась экспериментальная ферма, на которой выращивался крупный и мелкий рогатый скот и проводились опыты по очистке почвы от радиоактивного заражения с помощью калифорнийских червей. С 1987 года в селе проживала семья самосёлов: Савва Гаврилович (1929—2014) и Елена Дорофеевна Ображеи (1933). В 2006 году их посещал президент Украины В. А. Ющенко. Тогда же к дому было подведено электричество. В феврале 2013 года супруги перебрались в Чернобыль.
В октябре 2014 году Савва Гаврилович Ображей умер. С тех пор в Новошепеличах никто не живёт.

## Уроженцы
Исторические лица
- В селе похоронен становой казак Иван Гриценко, отец украинского поэта и журналиста Николая Гриценко.

Родились
- Сырцова Светлана Михайловна (1935) — украинский историк.
- Ткаченко Сергей Иванович (1951) — украинский филолог, литературовед, поэт, член НСПУ.

В Новошепеличской школе работала лауреатка Шевченковской премии Вишневская Надежда Александровна.